# 赫尔曼斯堡
赫尔曼斯堡（德語：Hermannsburg，發音：[ˈhɛʁmansˌbʊʁk]）是德国下萨克森州策勒县曾经的一个市镇，面积118.63平方千米，2013年12月31日人口为8,061人。2015年1月1日，赫尔曼斯堡与市镇下吕斯合并为新市镇叙德海德。